# Pueblo Viejo, Dominikanska republiken
Pueblo Viejo är en kommun i Dominikanska republiken.   Den ligger i provinsen Ázua, i den centrala delen av landet, 80 km väster om huvudstaden Santo Domingo. Antalet invånare är i kommunen är cirka 11 200.
Terrängen runt Pueblo Viejo är platt åt nordväst, men åt sydost är den kuperad. Närmaste större samhälle är Azua, 6,8 km nordost om Pueblo Viejo. Omgivningarna runt Pueblo Viejo är en mosaik av jordbruksmark och naturlig växtlighet.